# Theodor Wijkander (1821–1885)
Anders Laurentius Theodor Wijkander i riksdagen kallad Wijkander i Karlstad, född 6 februari 1821 i Stockholm, död 6 december 1885 i Göteborg, var en svensk militär och politiker. 
Wijkander blev underlöjtnant vid Svea artilleriregemente 1839 och vid Värmlands regemente 1840, löjtnant där 1842. Han avlade examen på Krigshögskolan på Marieberg 1844. Wijkander blev generalstabsofficer 1844, kapten i armén 1851 och i regementet 1854, major i armén sistnämnda år och överstelöjtnant i armén 1862. Han var överste och chef för Värmlands regemente 1864–1881 samt tillförordnad militärbefälhavare i Tredje militärdistriktet 1877–1880. Wijkander blev generalmajor i armén 1874 och beviljades avsked ur krigstjänsten 1881. Som riksdagsman var han ledamot av första kammaren 1867–1881, invald i Värmlands läns valkrets. Wijkander invaldes som ledamot av Krigsvetenskapsakademien 1855. Han blev riddare av Svärdsorden 1860, kommendör (av första klassen) av samma orden 1872 och riddare av Carl XIII:s orden 1874.
Theodor Wijkander var far till August, Theodor, Rutger och Berndt Wijkander. Han är begraven på Östra kyrkogården i Göteborg.